# Tiếng Swahili
Tiếng Swahili (tiếng Swahili: Kiswahili) là một ngôn ngữ Bantu được nói bởi các dân tộc sinh sống ở khu vực trải dài dọc bờ biển Ấn Độ Dương từ phía bắc Kenya tới miền bắc Mozambique, bao gồm cả quần đảo Comoros. Mặc dù chỉ có 5–10 triệu người dùng nó làm tiếng bản ngữ, nhưng tiếng Swahili là một ngôn ngữ quốc gia, hay ngôn ngữ chính thức của bốn quốc gia, cụ thể là Tanzania, Kenya, Uganda và Cộng hòa Dân chủ Congo. Tại Congo, như trong phần lớn Đông Phi, nó thường có vai trò như một lingua franca. Nó là ngôn ngữ duy nhất có nguồn gốc lịch sử của châu Phi có vai trò là ngôn ngữ làm việc của Liên minh châu Phi.

## Lịch sử